# Cape Broyle
Cape Broyle es un pueblo canadiense situado en la provincia de Terranova y Labrador.

## Superficie
Cape Broyle tiene una superficie de 10,09 km².

## Demografía
En 2021, tenía 499 habitantes, una densidad poblacional de 49,5 hab./km², y 314 viviendas.